# KwaZulu-Natal
KwaZulu-Natal je provincija u Južnoafričkoj Republici. Do 1994. ova se provincija sastojala od provincije Natal i od Bantustan KwaZulua. Glavni grad je Pietermaritzburg, a najveći Durban.